# Музей естественной истории и археологии (Норвежский технологический университет, Тронхейм)
Музей естественной истории и археологии (Норвежский технологический университет, Тронхейм) (норв. NTNU Vitenskapsmuseet ) — музей, посвящённый природе Норвегии, местной археологии, истории норвежской науки, расположен в г. Тронхейм (Норвегия), подчинён Норвежскому университету естественных и технических наук.

## Экспозиция
Экспозиция музея расположена в нескольких зданиях: административном, основном и филиале истории г. Тронхейм (Suhmhuset).
Музей имеет зоологические, ботанические и археологические экспонаты с территории Норвегии.
Археологические фрагменты охватывают палеолит, эпоху викингов, средние века.
Заслуживает внимания коллекция оружия бронзового и железного веков.

## Галерея

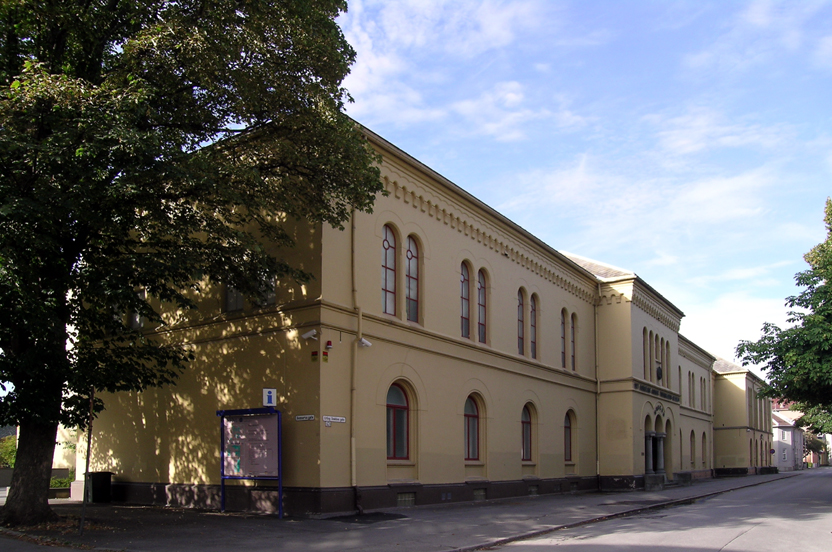
Фасад основного здания музея
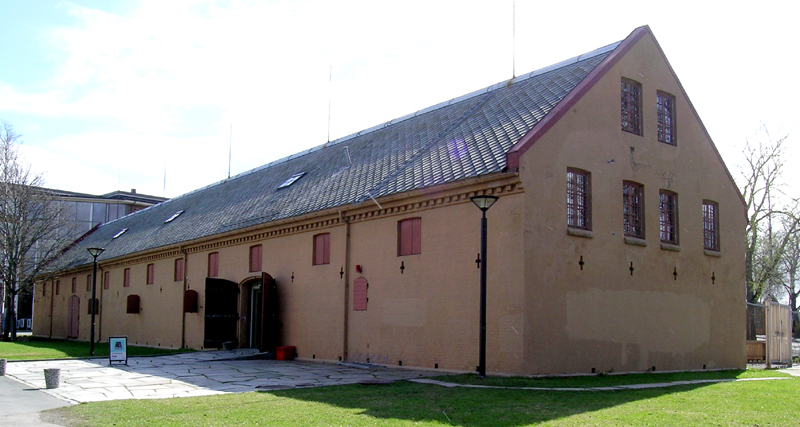
Филиал музея, посвящённый истории г. Тронхейма, 2007 г.
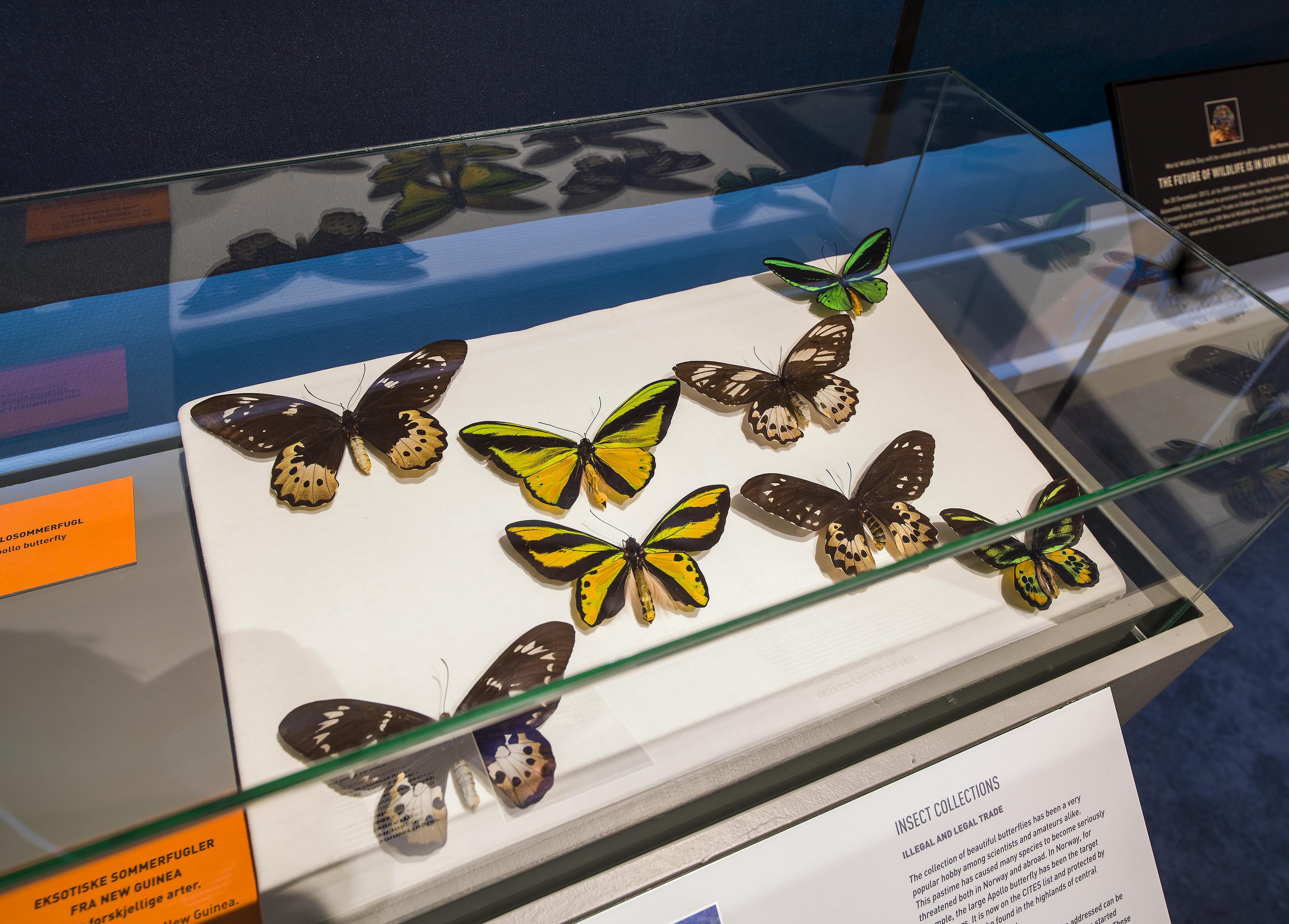
Коллекция бабочек
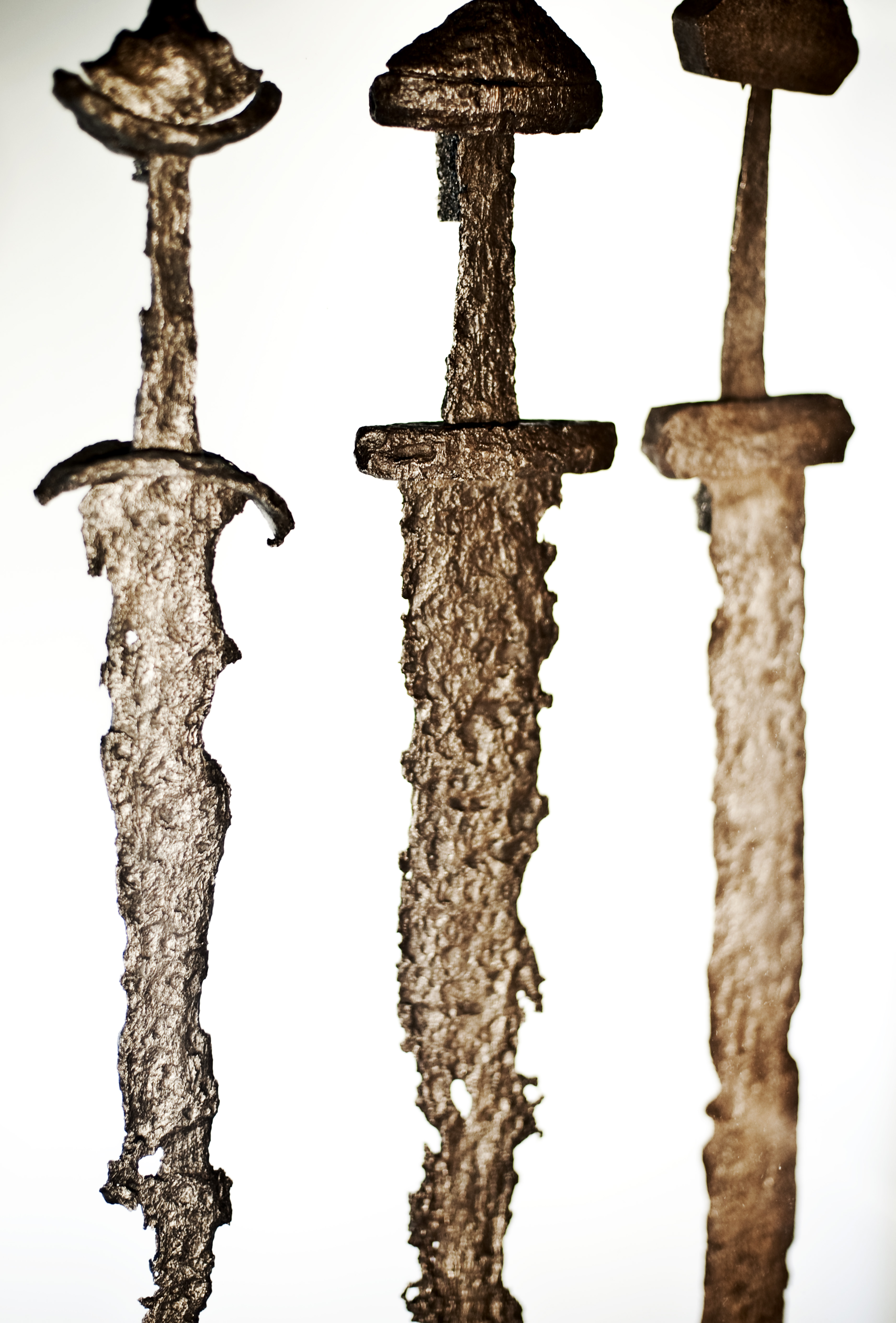
Мечи викингов в зале истории
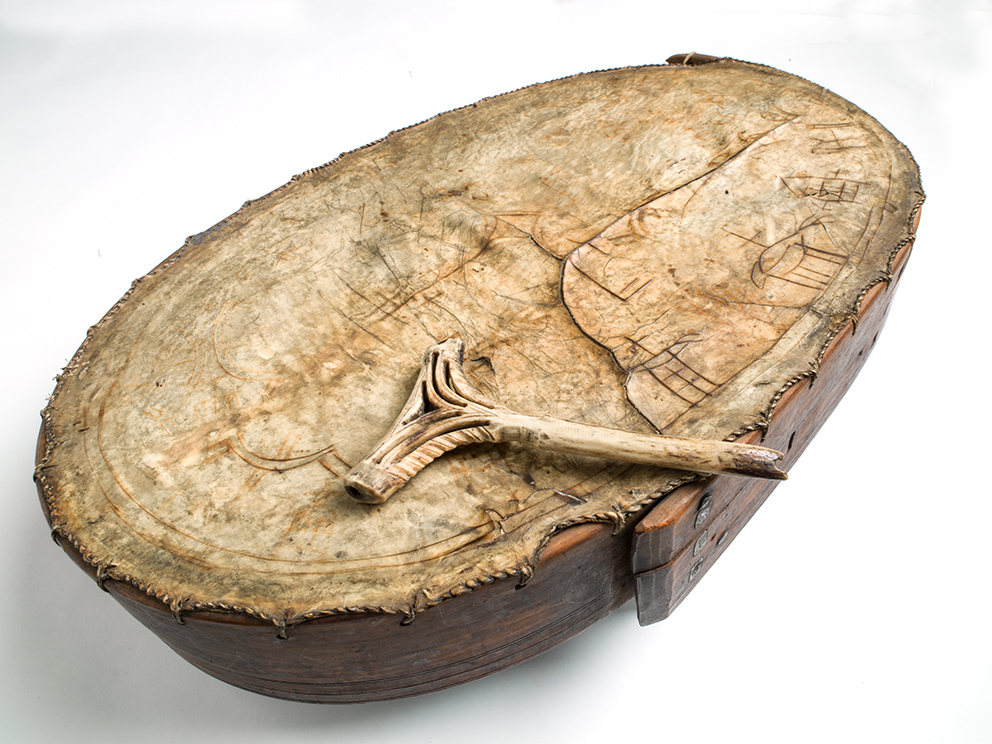
Барабан из Нурланда или Тромса, 55 х 35 см
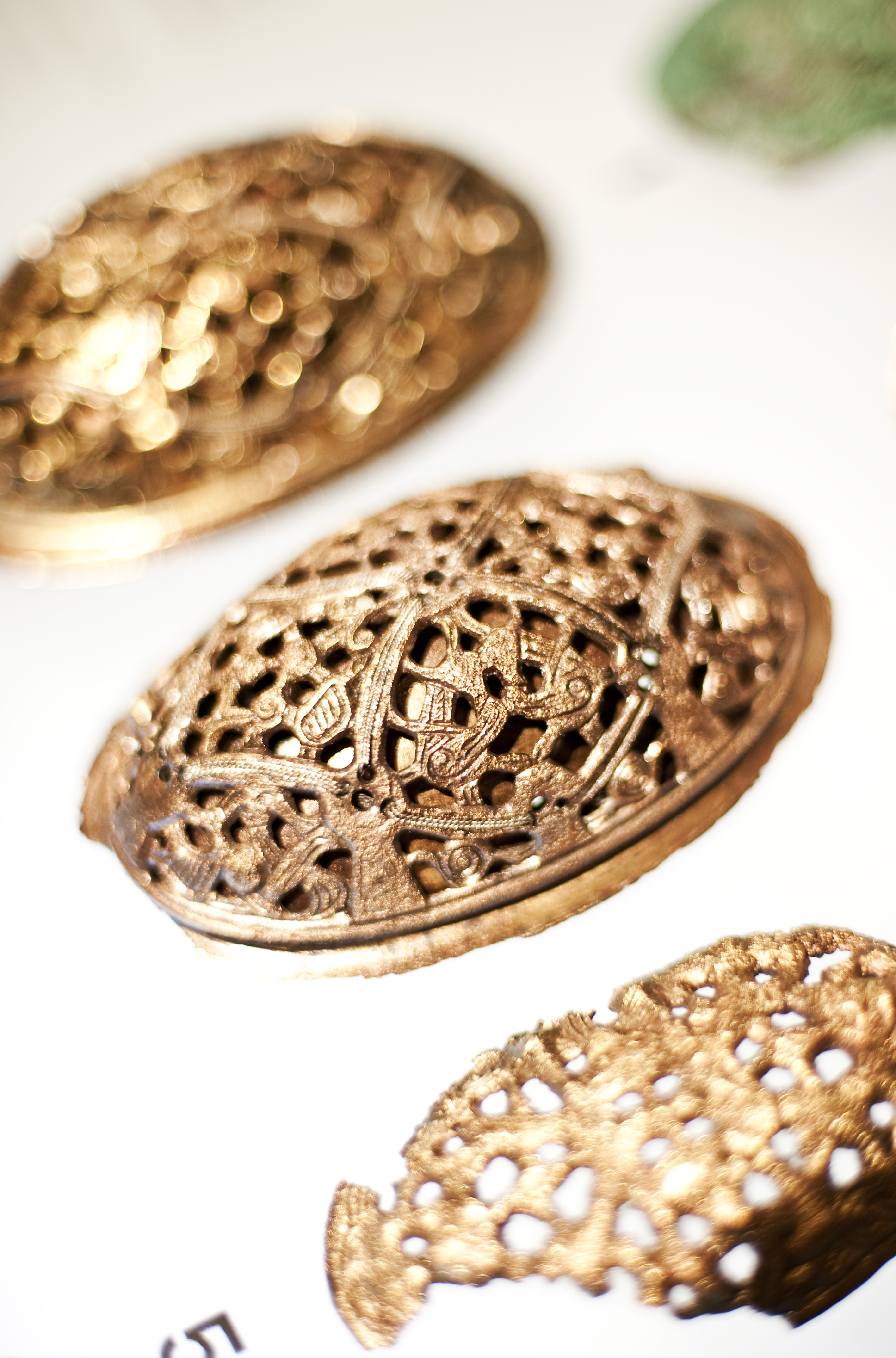
Украшения викингов для ремней